# Município de Jefferson (condado de Williams, Ohio)
O município de Jefferson (em inglês: Jefferson Township) é um município localizado no condado de Williams no estado estadounidense de Ohio. No ano de 2010 tinha uma população de 1.920 habitantes e uma densidade populacional de 17,57 pessoas por km².

## Geografia
O município de Jefferson encontra-se localizado nas coordenadas 41° 33′ 45″ N, 84° 30′ 47″ O. Segundo a Departamento do Censo dos Estados Unidos, o município tem uma superfície total de 109.25 km², da qual 108,64 km² correspondem a terra firme e (0,56 %) 0,61 km² é água.

## Demografia
Segundo o censo de 2010, tinha 1.920 habitantes residindo no município de Jefferson. A densidade populacional era de 17,57 hab./km². Dos 1.920 habitantes, o município de Jefferson estava composto pelo 98,02 % brancos, o 0,21 % eram afroamericanos, o 0,26 % eram amerindios, o 0,47 % eram asiáticos, o 0,52 % eram de outras raças e o 0,52 % eram de uma mistura de raças. Do total da população o 1,72 % eram hispanos ou latinos de qualquer raça.